# Jacquinia yunquensis
Jacquinia yunquensis är en viveväxtart som beskrevs av Ignatz Urban. Jacquinia yunquensis ingår i släktet Jacquinia och familjen viveväxter. Inga underarter finns listade i Catalogue of Life.